# Johan Karlsson (fotbollsspelare)
Johan Karlsson, född den 6 april 1975 i Linköping, är en svensk före detta fotbollsspelare som spelade större delen av sin karriär för den allsvenska klubben IF Elfsborg. 
Karlsson kunde spela både som ytterback och mittfältare, men han användes oftast som vänsterback i IF Elfsborg.

## Karriär
Karlssons moderklubb är Horn/Hycklinge IF och han har även spelat i Åtvidabergs FF. 
Inför säsongen 2001 värvades Karlsson av IF Elfsborg. År 2006 tog han ett SM-guld med Elfsborg. Efter 11 säsonger i klubben fick Karlsson efter säsongen 2011 lämna Elfsborg.
Han har även jobb utanför fotbollen som fastighetsmäklare.